# 高見康裕
高見 康裕（髙見 康裕、たかみ やすひろ、1980年〈昭和55年〉10月16日 - ）は、日本の政治家。国土交通大臣政務官、自由民主党所属の衆議院議員（2期）。
島根県議会議員（2期）、法務大臣政務官、防衛大臣補佐官を歴任。

## 来歴
島根県平田市（現・出雲市）島村町出身。平田市立灘分小学校、平田市立平田中学校、東京学芸大学附属高等学校、東京大学法学部卒、東京大学公共政策大学院修了。同期に国際政治学者の三浦瑠麗がいる。読売新聞東京本社勤務の後、海上自衛官、学習塾教室長を務める。
2015年4月、島根県議会議員選挙に出雲市選挙区から無所属で立候補し、初当選。2019年再選。2020年9月3日、自由民主党に入党。
2021年7月8日に島根2区を地盤とする竹下亘が第49回衆議院議員総選挙に立候補せず、政界から引退する意向を表明。自民党島根県連は竹下の後継候補を決める県連初の候補者公募を行い、高見と原拓也県議が公募に届け出た結果、8月8日に高見の擁立が決まった。8月10日に県議を辞職。
同年10月31日に行われた第49回衆議院議員総選挙で、立憲民主党の新人らを破り、初当選。

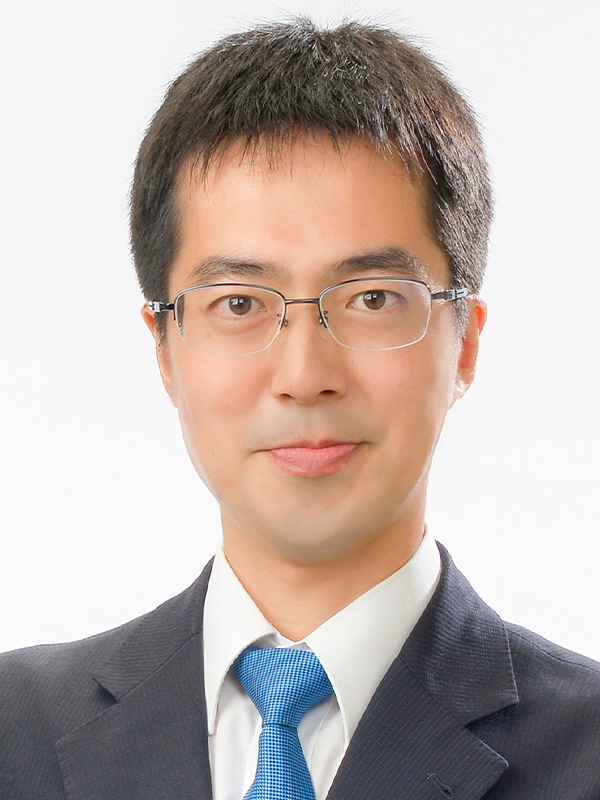
法務大臣政務官の就任に際して公表された肖像写真

2022年8月12日、第2次岸田第1次改造内閣で、法務大臣政務官に就任。
2024年1月12日、防衛大臣補佐官に内定し、就任後、防衛生産・技術基盤の強化を担当した。
同年10月27日に行われた第50回衆議院議員総選挙で再選。
同年11月13日、第2次石破内閣で国土交通大臣政務官に就任。

## 人物

### 旧統一教会との関係
ジャーナリストの鈴木エイトが作成した「旧統一教会関連団体と関係があった現職国会議員168人」によれば、旧統一教会関連団体との関係について、かつて教団関連フォーラムに出席していたとされる。

## 所属団体・議員連盟
- 自民党たばこ議員連盟[14]

## 選挙
| 当落 | 選挙                     | 執行日         | 選挙区       | 政党       | 得票数    | 得票率 | 定数 | 得票順位 /候補者数 | 政党内比例順位 /政党当選者数 |
| ---- | ------------------------ | -------------- | ------------ | ---------- | --------- | ------ | ---- | ------------------ | ---------------------------- |
| 当   | 2015年島根県議会議員選挙 | 2015年4月12日  | 出雲市選挙区 | 無所属     | 8286票    | 9.63%  | 9    | 5/11               | /                            |
| 当   | 2019年島根県議会議員選挙 | 2019年4月7日   | 出雲市選挙区 | 無所属     | 7810票    | 8.94%  | 9    | 6/13               | /                            |
| 当   | 第49回衆議院議員総選挙   | 2021年10月31日 | 島根県第2区  | 自由民主党 | 11万327票 | 62.44% | 1    | 1/3                | /                            |
| 当   | 第50回衆議院議員総選挙   | 2024年10月27日 | 島根県第2区  | 自由民主党 | 9万9829票 | 60.83% | 1    | 1/3                | /                            |